# Paronychocamptus proprius
Paronychocamptus proprius är en kräftdjursart som beskrevs av Lang 1965. Paronychocamptus proprius ingår i släktet Paronychocamptus och familjen Laophontidae. Inga underarter finns listade i Catalogue of Life.